# Герои Социалистического Труда Ивановской области
В настоящий список включены:
- Герои Социалистического Труда, на момент присвоения звания проживавшие на территории Ивановской области, — 70 человек;
- уроженцы Ивановской области, удостоенные звания Героя Социалистического Труда в других регионах СССР, — 49 человек;
- Герои Социалистического Труда, прибывшие на постоянное проживание в Ивановскую область, — 2 человека.

Вторая и третья части списка могут быть неполными из-за отсутствия данных о месте рождения и проживания ряда Героев.
В таблицах отображены фамилия, имя и отчество Героев, должность и место работы на момент присвоения звания, дата Указа Президиума Верховного Совета СССР, отрасль народного хозяйства, место рождения/проживания, а также ссылка на биографическую статью на сайте «Герои страны». Формат таблиц предусматривает возможность сортировки по указанным параметрам путём нажатия на стрелку в нужной графе.

## История
Впервые звание Героя Социалистического Труда в Ивановской области было присвоено Указом Президиума Верховного Совета СССР 12 марта 1949  года колхозникам В. С. Антипиной, Д. М. Зайцеву, К. Ф. Останину, А. М. Смирнову, В. Ф. Смирнову за получение высоких урожаев ржи, волокна и семян льна-долгунца.
Подавляющее большинство Героев Социалистического Труда в Ивановской области приходится на работников сельского хозяйства — 40 человек. Лёгкую промышленность представляют 17 человек; машиностроение и станкостроение — по 2, химическую, топливную промышленность, промышленность стройматериалов, транспорт, строительство, энергетику, образование, здравоохранение, жилищно-коммунальное хозяйство — по 1.

## Лица, удостоенные звания Героя Социалистического Труда в Ивановской области
| № | Фамилия, имя, отчество        | Даты жизни      | Деятельность                                                                                               | Дата присвоения       | Отрасль | Место рождения         | ГС       |
| - | ----------------------------- | --------------- | --- | --------------------- | ------- | ---------------------- | -------- |
| 1 | Голубева Валентина Николаевна | род. 09.03.1949 | Ткачиха Ивановского камвольного комбината имени В. И. Ленина Министерства текстильной промышленности РСФСР | 01.08.1977 02.04.1984 | легпром | *Новосибирская область | [ ГС 1 ] |

| №  | Фамилия, имя, отчество            | Даты жизни              | Деятельность | Дата присвоения | Отрасль            | Место рождения            | ГС        |
| -- | --------------------------------- | ----------------------- | --- | --------------- | ------------------ | ------------------------- | --------- |
| 1  | Алёшина Анна Дмитриевна           | 23.12.1911 — 29.01.1963 | Звеньевая семеноводческого колхоза «Свобода» Пучежского района Ивановской области | 09.06.1950      | сельхоз            | Пучежский район           | [ ГС 2 ]  |
| 2  | Алёшина Евдокия Афанасьевна       | 28.02.1915 — 15.05.2000 | Звеньевая семеноводческого колхоза «Свобода» Пучежского района Ивановской области | 09.06.1950      | сельхоз            | Кинешемский район         | [ ГС 3 ]  |
| 3  | Амосова Елена Георгиевна          | 28.05.1926 — 27.05.2003 | Прядильщица Фурмановской прядильно-ткацкой фабрики № 2 Министерства текстильной промышленности РСФСР, Ивановская область                                                                          | 08.12.1973      | легпром            | Фурмановский район        | [ ГС 4 ]  |
| 4  | Антипина Варвара Степановна       | 14.11.1890 — 23.12.1985 | Звеньевая льноводческого звена семеноводческого колхоза «3-й решающий год пятилетки» Пучежского района Ивановской области                                                                         | 12.03.1949      | сельхоз            | *Нижегородская область    | [ ГС 5 ]  |
| 5  | Балясникова Дарья Михайловна      | 26.03.1897 — 22.09.1989 | Звеньевая семеноводческого колхоза имени Стаханова Пучежского района Ивановской области | 09.06.1950      | сельхоз            | Пучежский район           | [ ГС 6 ]  |
| 6  | Балясникова Мария Ионовна         | 06.08.1916 — 25.07.1977 | Бригадир колхоза имени Стаханова Пучежского района Ивановской области | 09.06.1950      | сельхоз            | Пучежский район           | [ ГС 7 ]  |
| 7  | Баскакова Светлана Петровна       | 24.12.1939 — 05.02.2023 | Ткачиха Вичугской прядильно-ткацкой фабрики имени В. П. Ногина Министерства текстильной промышленности РСФСР, Ивановская область                                                                  | 12.05.1977      | легпром            | Вичугский район           | [ ГС 8 ]  |
| 8  | Берягина Любовь Михайловна        | 10.12.1929 — 31.05.2004 | Доярка Коляновского плодопитомнического совхоза Ивановского района Ивановской области | 22.03.1966      | сельхоз            | *Липецкая область         | [ ГС 9 ]  |
| 9  | Бредов Михаил Яковлевич           | 21.09.1921 — 13.12.2001 | Председатель колхоза «Искра» Родниковского района Ивановской области | 13.03.1981      | сельхоз            | Родниковский район        | [ ГС 10 ] |
| 10 | Брыкалов Владимир Григорьевич     | 18.05.1926 — 27.08.2010 | Генеральный директор Шуйского производственного ткацко-отделочного объединения Министерства текстильной промышленности РСФСР, Ивановская область                                                  | 23.05.1986      | легпром            | Шуйский район             | [ ГС 11 ] |
| 11 | Васенина Тамара Петровна          | 15.01.1933 — 21.11.2020 | Главный зоотехник совхоза «Заря» Фурмановского района Ивановской области | 22.03.1966      | сельхоз            | Шуйский район             | [ ГС 12 ] |
| 12 | Вечерова Юлия Михайловна          | 04.05.1932 — 31.08.2017 | Ткачиха фабрики «Солидарность» Ивановского совнархоза, Савинский район | 07.03.1960      | легпром            | Савинский район           | [ ГС 13 ] |
| 13 | Владимиров Александр Владимирович | 20.10.1914 — 28.11.1992 | Токарь Ивановского завода текстильного машиностроения «Ивтекмаш» Министерства машиностроения для лёгкой и пищевой промышленности и бытовых приборов СССР                                          | 04.07.1966      | машиностроение     | *Новгородская область     | [ ГС 14 ] |
| 14 | Голубева Анна Михайловна          | 08.02.1904 — 16.07.1991 | Звеньевая семеноводческого колхоза «Свобода» Пучежского района Ивановской области | 09.06.1950      | сельхоз            | Пучежский район           | [ ГС 15 ] |
| 15 | Емельянов Виталий Андреевич       | 08.03.1924 — 24.02.2009 | Бригадир слесарей Ивановского завода автомобильных кранов Министерства строительного, дорожного и коммунального машиностроения СССР, гор. Иваново                                                 | 20.04.1971      | машиностроения     | Комсомольский район       | [ ГС 16 ] |
| 16 | Ерофеева Анастасия Фёдоровна      | 02.04.1942 — 16.05.2015 | Прядильщица Ивановского меланжевого комбината имени К. И. Фролова Министерства текстильной промышленности РСФСР, Ивановская область                                                               | 31.12.1973      | легпром            | *Пензенская область       | [ ГС 17 ] |
| 17 | Жаринов Александр Дмитриевич      | 25.07.1928 — 07.03.2008 | Слесарь производственного объединения «Рембыттехника» Министерства бытового обслуживания населения РСФСР, гор. Иваново                                                                            | 23.01.1974      | жилкомхоз          | *Рязанская область        | [ ГС 18 ] |
| 18 | Жукова Валентина Петровна         | 10.08.1932 — 26.07.2001 | Прессовщица-оператор Ивановского завода силикатного кирпича производственного объединение «Ивановостройматериалы» Министерства промышленности строительных материалов РСФСР                       | 04.03.1976      | промстройматериалы | *Владимирская область     | [ ГС 19 ] |
| 19 | Заботин Дмитрий Ильич             | 29.10.1919 — 15.11.2017 | Мастер машинного доения коров совхоза «Шуйский» Шуйского района Ивановской области | 31.12.1961      | сельхоз            | Шуйский район             | [ ГС 20 ] |
| 20 | Заботина Зинаида Ивановна         | 09.10.1919 — 23.07.1983 | Мастер машинного доения коров совхоза «Шуйский» Шуйского района Ивановской области | 31.12.1961      | сельхоз            | Шуйский район             | [ ГС 21 ] |
| 21 | Задоров Георгий Евгеньевич        | 15.04.1906 — 08.04.1984 | Председатель колхоза имени Фрунзе Родниковского района Ивановской области | 27.06.1951      | сельхоз            | Родниковский район        | [ ГС 22 ] |
| 22 | Зайцев Дмитрий Михайлович         | 09.11.1921 — 03.05.1979 | Тракторист Заволжской МТС Кинешемского района Ивановской области | 12.03.1949      | сельхоз            | Заволжский район          | [ ГС 23 ] |
| 23 | Замятин Павел Григорьевич         | 16.11.1919 — 01.05.1995 | Бригадир семеноводческого колхоза «Свобода» Пучежского района Ивановской области | 09.06.1950      | сельхоз            | Пучежский район           | [ ГС 24 ] |
| 24 | Зиновьев Николай Михайлович       | 20.05.1888 — 04.06.1979 | Преподаватель Палехского художественного училища, народный художник СССР, Ивановская область | 19.05.1978      | образование        | Палехский район           | [ ГС 25 ] |
| 25 | Кабаидзе Владимир Павлович        | 24.01.1924 — 18.09.1998 | Генеральный директор Ивановского станкостроительного производственного объединения имени 50-летия СССР Министерства станкостроительной и инструментальной промышленности СССР                     | 05.06.1985      | станкостроение     | *Северная Осетия          | [ ГС 26 ] |
| 26 | Кабанова Елизавета Александровна  | 19.08.1923 — 06.03.1995 | Ткачиха Тейковского хлопчатобумажного комбината Министерства лёгкой промышленности РСФСР, Ивановская область                                                                                      | 09.06.1966      | легпром            | Тейковский район          | [ ГС 27 ] |
| 27 | Кликанова Анна Петровна           | 04.10.1901 — 24.10.1974 | Звеньевая семеноводческого колхоза «Свобода» Пучежского района Ивановской области | 09.06.1950      | сельхоз            | Пучежский район           | [ ГС 28 ] |
| 28 | Кокорин Вячеслав Александрович    | 28.06.1925 — 17.01.1994 | Главный врач районной больницы Лухского района Ивановской области | 04.02.1969      | здравоохранение    | Иваново                   | [ ГС 29 ] |
| 29 | Котлов Николай Демьянович         | 06.12.1905 — 11.07.1958 | Заведующий свиноводческой фермой колхоза имени Фрунзе Родниковского района Ивановской области | 27.06.1951      | сельхоз            | Родниковский район        | [ ГС 30 ] |
| 30 | Крайнева Евдокия Андреевна        | 21.02.1902 — 11.09.1989 | Звеньевая семеноводческого колхоза «Свобода» Пучежского района Ивановской области | 09.06.1950      | сельхоз            | Пучежский район           | [ ГС 31 ] |
| 31 | Кузьмичёва Павла Александровна    | 23.02.1904 — 09.08.1980 | Звеньевая семеноводческого колхоза «Свобода» Пучежского района Ивановской области | 09.06.1950      | сельхоз            | Пучежский район           | [ ГС 32 ] |
| 32 | Куликова Мария Васильевна         | 17.01.1917 — 14.04.1999 | Помощник мастера прядильно-ткацкой фабрики имени Ф. Э. Дзержинского Ивановского совнархоза | 07.03.1960      | легпром            | Ивановский район          | [ ГС 33 ] |
| 33 | Ларионова Зинаида Алексеевна      | 29.10.1906 — 15.10.1990 | Звеньевая семеноводческого колхоза «Свобода» Пучежского района Ивановской области | 09.06.1950      | сельхоз            | Пучежский район           | [ ГС 34 ] |
| 34 | Мелентьева Алла Ивановна          | род. 05.07.1933         | Ткачиха прядильно-ткацкой фабрики имени Ногина Министерства лёгкой промышленности РСФСР, гор. Вичуга Ивановской области                                                                           | 05.04.1971      | легпром            | Фурмановский район        | [ ГС 35 ] |
| 35 | Морданов Евгений Петрович         | 19.12.1927 — 21.02.1998 | Токарь Ивановского механического завода Министерства энергетики и электрификации СССР | 31.03.1981      | энергетика         | *Башкортостан             | [ ГС 36 ] |
| 36 | Муторина Любовь Евгеньевна        | 23.10.1900 — 10.08.1987 | Звеньевая семеноводческого колхоза имени Калинина Пучежского района Ивановской области | 09.06.1950      | сельхоз            | Пучежский район           | [ ГС 37 ] |
| 37 | Никитин Александр Иванович        | 23.08.1929 — 30.01.1992 | Помощник мастера прядильно-ткацкой фабрики «Шуйский пролетарий» Министерства лёгкой промышленности РСФСР, Ивановская область                                                                      | 05.04.1971      | легпром            | Шуйский район             | [ ГС 38 ] |
| 38 | Никифорова Антонина Ивановна      | род. 11.06.1941         | Доярка совхоза «Гаврилово-Посадский» Гаврилово-Посадского района Ивановской области | 06.09.1973      | сельхоз            | Гаврилово-Посадский район | [ ГС 39 ] |
| 39 | Осокина Екатерина Петровна        | 15.11.1899 — 25.02.1978 | Звеньевая семеноводческого колхоза «Свобода» Пучежского района Ивановской области | 09.06.1950      | сельхоз            | Пучежский район           | [ ГС 40 ] |
| 40 | Останин Константин Фёдорович      | 16.05.1897 — 21.02.1972 | Бригадир семеноводческого колхоза «3-й решающий год пятилетки» Пучежского района Ивановской области                                                                                               | 12.03.1949      | сельхоз            | Пучежский район           | [ ГС 41 ] |
| 41 | Папанов Алексей Фёдорович         | 07.02.1918 — 18.06.2001 | Председатель колхоза «Победа» Пучежского района Ивановской области | 23.12.1976      | сельхоз            | Пучежский район           | [ ГС 42 ] |
| 42 | Парфёнова Валентина Ивановна      | 16.01.1938 — 11.06.2011 | Помощник мастера Ивановской прядильно-ткацкой фабрики имени Ф. Э. Дзержинского Министерства текстильной промышленности РСФСР                                                                      | 18.09.1985      | легпром            | *Костромская область      | [ ГС 43 ] |
| 43 | Парюгин Яков Фёдорович            | 18.02.1899 — 02.10.1952 | Ветеринарный фельдшер колхоза имени Фрунзе Родниковского района Ивановской области | 27.06.1951      | сельхоз            | Родниковский район        | [ ГС 44 ] |
| 44 | Петухова Александра Григорьевна   | 30.10.1915 — 12.02.2002 | Звеньевая семеноводческого колхоза «Свобода» Пучежского района Ивановской области | 09.06.1950      | сельхоз            | Пучежский район           | [ ГС 45 ] |
| 45 | Потапычев Александр Николаевич    | 29.08.1913 — 09.10.1983 | Бригадир семеноводческого колхоза «Свобода» Пучежского района Ивановской области | 09.06.1950      | сельхоз            | Пучежский район           | [ ГС 46 ] |
| 46 | Пряхин Александр Иванович         | род. 01.05.1949         | Бригадир комплексной бригады станочников Ивановского станкостроительного производственного объединения имени 50-летия СССР Министерства станкостроительной и инструментальной промышленности СССР | 05.06.1985      | станкостроение     | Кохма                     | [ ГС 47 ] |
| 47 | Путятин Валентин Сергеевич        | 27.05.1931 — 20.05.1999 | Звеньевой совхоза «Воскресенский» Савинского района Ивановской области | 11.12.1973      | сельхоз            | Савинский район           | [ ГС 48 ] |
| 48 | Пухова Зоя Павловна               | 24.09.1936 — 06.01.2016 | Ткачиха прядильно-ткацкой фабрики имени С. И. Балашова Министерства лёгкой промышленности РСФСР, гор. Иваново                                                                                     | 09.06.1966      | легпром            | Комсомольский район       | [ ГС 49 ] |
| 49 | Рачков Леонид Тимофеевич          | 04.08.1928 — 14.02.1992 | Бригадир слесарей-монтажников управления механизации треста «Ивспецстроймеханизация» Министерства строительства СССР, Ивановская область                                                          | 07.05.1971      | строительство      | *Владимирская область     | [ ГС 50 ] |
| 50 | Румянцев Николай Николаевич       | 12.04.1915 — 04.08.1994 | Директор Яковлевского льнокомбината Министерства текстильной промышленности РСФСР, Ивановская область                                                                                             | 04.03.1976      | легпром            | Приволжский район         | [ ГС 51 ] |
| 51 | Сафонов Александр Иванович        | 10.09.1909 — 03.05.1984 | Председатель колхоза имени Дзержинского Гаврилово-Посадского района Ивановской области | 22.03.1966      | сельхоз            | Гаврилово-Посадский район | [ ГС 52 ] |
| 52 | Сидоров Александр Николаевич      | 03.02.1924 — 26.02.1980 | Бригадир колхоза «Заря коммунизма» Пучежского района Ивановской области | 30.04.1966      | сельхоз            | Пучежский район           | [ ГС 53 ] |
| 53 | Смирнов Анатолий Михайлович       | 10.12.1919 — 05.05.2002 | Бригадир тракторной бригады Заволжской МТС Кинешемского района Ивановской области | 12.03.1949      | сельхоз            | Заволжский район          | [ ГС 54 ] |
| 54 | Смирнов Василий Фёдорович         | 11.07.1885 — 23.02.1957 | Председатель колхоза имени XVII партсъезда Кинешемского района Ивановской области | 12.03.1949      | сельхоз            | Заволжский район          | [ ГС 55 ] |
| 55 | Смирнов Виталий Александрович     | 26.07.1932 — 16.04.2020 | Помощник мастера Фурмановской новостроящейся фабрики Министерства лёгкой промышленности РСФСР, Ивановская область                                                                                 | 05.04.1971      | легпром            | Фурмановский район        | [ ГС 56 ] |
| 56 | Смирнова Алевтина Валентиновна    | 27.06.1941 — 26.11.2007 | Ткачиха Яковлевского льнокомбината Министерства текстильной промышленности РСФСР, гор. Приволжск Ивановской области                                                                               | 16.01.1974      | легпром            | *Кировская область        | [ ГС 57 ] |
| 57 | Соколова Раида Фёдоровна          | 06.11.1938 — 14.04.2003 | Прядильщица Ивановского меланжевого комбината имени К. И. Фролова Министерства текстильной промышленности РСФСР                                                                                   | 17.03.1981      | легпром            | Тейковский район          | [ ГС 58 ] |
| 58 | Соловьёв Алексей Иванович         | 25.03.1920 — 08.11.1995 | Бригадир тракторной бригады колхоза имени XXI съезда КПСС Ивановского района Ивановской области                                                                                                   | 23.06.1966      | сельхоз            | Ивановский район          | [ ГС 59 ] |
| 59 | Староверов Константин Иосифович   | 28.05.1924 — 29.04.1997 | Председатель колхоза «Возрождение» Родниковского района Ивановской области | 08.04.1971      | сельхоз            | Родниковский район        | [ ГС 60 ] |
| 60 | Телегина Валентина Васильевна     | 03.02.1919 — 24.10.1985 | Заведующая молочнотоварной фермой колхоза «Россия» Шуйского района Ивановской области | 08.04.1971      | сельхоз            | Шуйский район             | [ ГС 61 ] |
| 61 | Тихонов Иван Михайлович           | 29.01.1922 — 23.02.2004 | Старший аппаратчик Заволжского химического завода имени М. В. Фрунзе Министерства химической промышленности СССР, Ивановская область                                                              | 20.04.1971      | химпром            | *Тверская область         | [ ГС 62 ] |
| 62 | Толкунова Лидия Ивановна          | 27.01.1909 — 27.06.2002 | Звеньевая семеноводческого колхоза имени Калинина Пучежского района Ивановской области | 09.06.1950      | сельхоз            | Пучежский район           | [ ГС 63 ] |
| 63 | Харламова Ангелина Петровна       | род. 20.03.1939         | Бригадир Ивановской птицефабрики, Ивановский район Ивановской области | 10.02.1975      | сельхоз            | Лежневский район          | [ ГС 64 ] |
| 64 | Хоружа Василий Константинович     | 14.01.1934 — 27.01.2020 | Бригадир водителей автомобилей автоколонны № 1412 Министерства автомобильного транспорта РСФСР, Ивановская область                                                                                | 02.04.1981      | транспорт          | *Минская область          | [ ГС 65 ] |
| 65 | Челнокова Римма Ивановна          | 06.10.1934 — 10.03.2023 | Ткачиха Родниковского меланжевого комбината «Большевик» Министерства текстильной промышленности РСФСР, Ивановская область                                                                         | 02.08.1983      | легпром            | Родниковский район        | [ ГС 66 ] |
| 66 | Чернова Вера Ивановна             | 01.06.1925 — 09.06.1974 | Доярка учебно-опытного хозяйства Ивановского сельскохозяйственного института, Ивановская область                                                                                                  | 08.04.1971      | сельхоз            | *Мордовия                 | [ ГС 67 ] |
| 67 | Чернышёва Елизавета Арсентьевна   | 04.09.1916 — 29.12.1989 | Председатель колхоза «Путь Ильича» Гаврилово-Посадского района Ивановской области | 22.03.1966      | сельхоз            | Гаврилово-Посадский район | [ ГС 68 ] |
| 68 | Чичагов Виталий Александрович     | 21.09.1929 — 11.12.1993 | Машинист торфоуборочной машины Октябрьского торфопредприятия Министерства топливной промышленности РСФСР, Ивановская область                                                                      | 29.06.1966      | топпром            | Комсомольский район       | [ ГС 69 ] |
| 69 | Штыкова Елизавета Ивановна        | 28.10.1907 — 12.10.1997 | Овцевод колхоза «Большевик» Палехского района Ивановской области | 11.01.1963      | сельхоз            | Палехский район           | [ ГС 70 ] |

## Уроженцы Ивановской области, удостоенные звания Героя Социалистического Труда в других регионах СССР
| № | Фамилия, имя, отчество          | Даты жизни              | Деятельность | Дата присвоения       | Отрасль        | Место рождения  | ГС       |
| - | ------------------------------- | ----------------------- | --- | --------------------- | -------------- | --------------- | -------- |
| 1 | Благонравов Анатолий Аркадьевич | 01.06.1894 — 04.02.1975 | Академик Академии наук СССР, председатель Комиссии по исследованию и использованию космического пространства АН СССР, гор. Москва | 30.05.1964 31.05.1974 | машиностроение | Ильинский район | [ ГС 1 ] |

| №  | Фамилия, имя, отчество            | Даты жизни              | Деятельность | Дата присвоения | Отрасль         | Место рождения            | ГС        |
| -- | --------------------------------- | ----------------------- | --- | --------------- | --------------- | ------------------------- | --------- |
| 1  | Алимпиев Владимир Павлович        | 26.10.1930 — 09.07.2004 | Бригадир слесарей-монтажников Смоленского монтажного управления треста «Центроэнергомонтаж» Министерства энергетики и электрификации СССР | 30.05.1984      | энергетика      | Комсомольский район       | [ ГС 2 ]  |
| 2  | Артамонова Надежда Ивановна       | 11.09.1908 — 30.03.1972 | Главный инженер Барнаульского меланжевого комбината Алтайского совнархоза | 07.03.1960      | легпром         | Иваново                   | [ ГС 3 ]  |
| 3  | Бальмонт Борис Владимирович       | род. 06.10.1927         | Первый заместитель Министра общего машиностроения СССР, гор. Москва | 06.09.1978      | машиностроение  | Шуйский район             | [ ГС 4 ]  |
| 4  | Бахирев Вячеслав Васильевич       | 17.09.1916 — 02.01.1991 | Министр машиностроения СССР, гор. Москва | 16.09.1976      | оборонпром      | Савинский район           | [ ГС 5 ]  |
| 5  | Богомолов Владислав Николаевич    | 14.09.1919 — 09.02.1997 | Заместитель главного конструктора ОКБ-2 Государственного комитета Совета Министров СССР по оборонной технике, Московская область | 17.06.1961      | оборонпром      | Южский район              | [ ГС 6 ]  |
| 6  | Векшин Константин Дмитриевич      | 03.031915 — 22.06.1971  | Машинист локомотивного депо Нижнеднепровск-Узел Сталинской железной дороги, Днепропетровская область | 01.08.1959      | транспорт       | Ивановский район          | [ ГС 7 ]  |
| 7  | Виноградова Мария Ивановна        | 04.06.1910 — 28.10.1990 | Заместитель директора Центрального научно-исследовательского института промышленности лубяных волокон Министерства лёгкой промышленности СССР, гор. Москва                                                                                    | 05.04.1971      | легпром         | Вичугский район           | [ ГС 8 ]  |
| 8  | Гаврилов Сергей Алексеевич        | 20.09.1914 — 21.05.1983 | Главный конструктор ОКБ-26 при Уфимском моторостроительном заводе Министерства авиационной промышленности СССР, Башкирская АССР | 19.12.1975      | машиностроение  | Иваново                   | [ ГС 9 ]  |
| 9  | Голубева Александра Васильевна    | 06.04.1916 — 23.04.1985 | Доярка племенного молочного совхоза «Караваево» Министерства совхозов СССР, Костромской район Костромской области | 16.10.1950      | сельхоз         | Комсомольский район       | [ ГС 10 ] |
| 10 | Денисов Виктор Владимирович       | 19.10.1914 — 01.04.1986 | Электромеханик Московской областной дирекции радиотрансляционной сети Министерства связи СССР | 18.07.1966      | связь           | Иваново                   | [ ГС 11 ] |
| 11 | Дудин Михаил Александрович        | 20.11.1916 — 31.12.1993 | Поэт, переводчик, общественный деятель, гор. Ленинград | 19.11.1976      | культура        | Фурмановский район        | [ ГС 12 ] |
| 12 | Иванов Владимир Константинович    | род. 1939               | Помощник мастера Черкасского шёлкового комбината имени 60-летия Великой Октябрьской социалистической революции Министерства лёгкой промышленности Украинской ССР                                                                              | 17.03.1981      | легпром         |                           |           |
| 13 | Калинкин Виталий Алексеевич       | 21.06.1925 — 11.10.1999 | Генеральный директор Минского производственно-технического объединения «Горизонт» Министерства промышленности средств связи СССР | 10.03.1981      | радиопром       | Ильинский район           | [ ГС 13 ] |
| 14 | Караваев Михаил Николаевич        | 1899—1972               | Директор семеноводческого совхоза «Сибиряк» Министерства совхозов СССР, Тулунский район Иркутской области | 03.05.1948      | сельхоз         | Иваново                   | [ ГС 14 ] |
| 15 | Карпов Юрий Михайлович            | 17.01.1938 — 02.11.2017 | Слесарь-сборщик завода полиграфических машин имени 60-летия Союза ССР Министерства машиностроения для лёгкой и пищевой промышленности и бытовых приборов СССР, гор. Рыбинск Ярославской области                                               | 10.06.1986      | машиностроение  | Юрьевецкий район          | [ ГС 15 ] |
| 16 | Кирпичников Валентин Сергеевич    | 14.08.1908 — 14.11.1991 | Научный консультант Института цитологии Академии наук СССР, гор. Ленинград | 16.10.1990      | наука           | Кинешемский район         | [ ГС 16 ] |
| 17 | Киселёв Иван Иванович             | 23.09.1917 — 12.07.2004 | Генеральный директор Горьковского автомобильного завода Министерства автомобильной промышленности СССР | 22.08.1966      | машиностроение  | Юрьевецкий район          | [ ГС 17 ] |
| 18 | Колыванов Александр Александрович | род. 20.03.1937         | Аппаратчик Чебоксарского химического комбината имени Ленинского комсомола Министерства химической промышленности СССР, Чувашская АССР | 03.04.1974      | химпром         | Заволжский район          | [ ГС 18 ] |
| 19 | Комков Аркадий Иванович           | 23.01.1903 — 19.11.1976 | Директор Калининского комбината искусственного волокна Министерства химической промышленности СССР | 28.05.1966      | химпром         | Вичугский район           | [ ГС 19 ] |
| 20 | Кондратьев Александр Иванович     | 03.09.1936 — 04.07.1981 | Бригадир каменщиков строительно-монтажного управления № 2 строительного треста № 203 Главного управления специального строительства при Министерстве монтажных и специальных строительных работ СССР, гор. Северодвинск Архангельской области | 06.06.1975      | строительство   | Гаврилово-Посадский район | [ ГС 20 ] |
| 21 | Корягин Василий Яковлевич         | 05.02.1913 — 23.02.1990 | Директор совхоза «Красный сад» Мещовского района Калужской области | 08.04.1971      | сельхоз         | Пучежский район           | [ ГС 21 ] |
| 22 | Краснов Михаил Михайлович         | 31.05.1929 — 24.06.2006 | Директор Всесоюзного научно-исследовательского института глазных болезней Академии медицинских наук СССР, академик АМН СССР, гор. Москва | 30.05.1979      | наука           | Шуйский район             | [ ГС 22 ] |
| 23 | Кротов Фёдор Фёдорович            | 25.02.1916 — 09.11.1978 | Бригадир тракторной бригады 1-й Янги-Юльской МТС Ташкентской области | 27.04.1948      | сельхоз         | Пучежский район           | [ ГС 23 ] |
| 24 | Кузнецов Геннадий Аркадьевич      | 05.11.1926 — 24.02.2011 | Бригадир электромонтажников Северного предприятия «Эра» Министерства судостроительной промышленности СССР, гор. Северодвинск Архангельской области                                                                                            | 30.03.1970      | машиностроение  | Пучежский район           | [ ГС 24 ] |
| 25 | Кузнецов Сергей Дмитриевич        | 01.07.1926 — 26.02.2001 | Слесарь завода № 92 Совета народного хозяйства Горьковского экономического административного района | 14.05.1960      | машиностроение  | Пучежский район           | [ ГС 25 ] |
| 26 | Кузьмичёв Вячеслав Владимирович   | род. 15.11.1949         | Сборщик покрышек Ярославского шинного завода Министерства нефтеперерабатывающей и нефтехимической промышленности СССР | 03.06.1986      | нефтехимпром    | Ильинский район           | [ ГС 26 ] |
| 27 | Кулагина Инна Михайловна          | 09.08.1928 — 11.04.2003 | Главный зоотехник колхоза имени Жданова Радищевского района Ульяновской области | 22.03.1966      | сельхоз         | Приволжский район         | [ ГС 27 ] |
| 28 | Курбатов Владимир Иванович        | 07.01.1916 — 25.01.2004 | Заместитель главного конструктора по отработке двигательной установки ракеты-носителя в стендовых и лётных условиях, ОКБ-456 Государственного Комитета Совета Министров СССР по оборонной технике, Московская область                         | 21.12.1957      | машиностроение  | Шуйский район             | [ ГС 28 ] |
| 29 | Лавров Лев Николаевич             | 13.03.1933 — 24.06.1994 | Главный конструктор производственного объединения «Машиностроение» Министерства общего машиностроения СССР, гор. Пермь | 25.09.1984      | машиностроение  | Шуйский район             | [ ГС 29 ] |
| 30 | Максимов Капитон Александрович    | 12.08.1923 — 25.09.1989 | Заведующий отделением медико-санитарной части Всесоюзного объединения «Череповецметаллургхимстрой» Министерства строительства предприятий тяжёлой индустрии СССР, гор. Череповец Вологодской области                                          | 23.10.1978      | здравоохранение | Комсомольский район       | [ ГС 30 ] |
| 31 | Малышев Валентин Иванович         | 06.06.1925 — ????       | Рабочий предприятия Министерства оборонной промышленности СССР, гор. Москва | 03.06.1980      | оборонпром      | Иваново                   |           |
| 32 | Милёхин Владимир Иванович         | 31.05.1930 — 08.10.2019 | Помощник мастера Херсонского хлопчатобумажного комбината Министерства лёгкой промышленности Украинской ССР | 05.04.1971      | легпром         | Иваново                   | [ ГС 31 ] |
| 33 | Миловидов Михаил Васильевич       | 15.11.1906 — 11.08.1978 | Начальник управления работ № 156 строительного треста № 15 Брянского совнархоза | 09.08.1958      | строительство   | Ильинский район           | [ ГС 32 ] |
| 34 | Новожилов Лев Витальевич          | 18.06.1937 — 01.10.2005 | Директор производственного объединения «Полимир» имени 50-летия Белорусской ССР Министерства химической промышленности СССР, гор. Новополоцк Витебской области                                                                                | 05.06.1985      | химпром         | Тейковский район          | [ ГС 33 ] |
| 35 | Плаксин Михаил Николаевич         | 28.09.1913 — 03.07.2007 | Главный зоотехник колхоза «Новый путь» Гаврилов-Ямского района Ярославской области | 08.04.1971      | сельхоз         | Ивановский район          | [ ГС 34 ] |
| 36 | Разорёнов Сергей Васильевич       | 18.10.1923 — 25.06.2009 | Электрослесарь Даугавпилсского локомотиворемонтного завода Министерства путей сообщения СССР, Латвийская ССР | 04.05.1971      | транспорт       | Иваново                   | [ ГС 35 ] |
| 37 | Редькин Юрий Александрович        | 20.09.1933 — 13.01.1997 | Командир авиационной эскадрильи Тюменского управления гражданской авиации Министерства гражданской авиации СССР | 09.02.1973      | транспорт       | Шуйский район             | [ ГС 36 ] |
| 38 | Родионов Павел Николаевич         | 29.06.1931 — 30.10.2001 | Старший мастер — начальник комплексного участка Уральского электрохимического завода Министерства среднего машиностроения СССР, гор. Свердловск                                                                                               | 08.09.1975      | атомпром        | Ивановский район          | [ ГС 37 ] |
| 39 | Романова Людмила Павловна         | 13.05.1929 — 10.01.2013 | Заведующая отделением Красногорской центральной районной больницы Московской области | 23.10.1978      | здравоохранение | Иваново                   | [ ГС 38 ] |
| 40 | Рябиков Василий Михайлович        | 14.01.1907 — 19.07.1974 | Первый заместитель Народного комиссара вооружений СССР, генерал-лейтенант инженерно-артиллерийской службы, гор. Москва | 16.09.1945      | оборонпром      | Родниковский район        | [ ГС 39 ] |
| 41 | Смирнов Геннадий Николаевич       | 30.09.1940 — 05.08.1998 | Бригадир горнорабочих очистного забоя шахтоуправления «Юбилейное» комбината «Южкузбассуголь» Министерства угольной промышленности СССР, Кемеровская область                                                                                   | 13.11.1973      | углепром        | Заволжский район          | [ ГС 40 ] |
| 42 | Смирнова Вера Ивановна            | 30.09.1927 — 20.09.2016 | Ткачиха Камышинского хлопчатобумажного комбината Министерства лёгкой промышленности РСФСР, Волгоградская область | 09.06.1966      | легпром         | Шуйский район             | [ ГС 41 ] |
| 43 | Соловьёв Павел Александрович      | 26.06.1917 — 13.10.1996 | Главный конструктор Пермского моторостроительного опытно-конструкторского бюро № 19 Министерства авиационной промышленности СССР | 22.07.1966      | машиностроение  | Заволжский район          | [ ГС 42 ] |
| 44 | Томилко Клавдия Егоровна          | род. 16.08.1937         | Ткачиха Черниговского камвольно-суконного комбината имени 50-летия Советской Украины Министерства лёгкой промышленности Украинской ССР | 17.03.1981      | легпром         | Вичугский район           |           |
| 45 | Туманов Евгений Николаевич        | 16.06.1929 — 13.01.1998 | Бригадир электросварщиков Новочеркасского электровозостроительного завода Министерства электротехнической промышленности СССР, Ростовская область                                                                                             | 20.04.1971      | электропром     | Родниковский район        | [ ГС 43 ] |
| 46 | Удалова Наталья Александровна     | род. 1924               | Фрезеровщица завода «Ташсельмаш» Ташкентского совнархоза | 07.03.1960      | машиностроение  |                           |           |
| 47 | Шанцев Александр Александрович    | род. 11.03.1953         | Заместитель командира по технической части — начальник технической части отдельного путевого железнодорожного батальона, Дальневосточный военный округ, капитан                                                                               | 25.10.1984      | транспорт       | Южский район              | [ ГС 44 ] |
| 48 | Якушев Григорий Александрович     | 28.11.1906 — 1979       | Главный агроном совхоза «Красносельский» Юрьев-Польского района Владимирской области | 23.06.1966      | сельхоз         | Лухский район             | [ ГС 45 ] |

## Герои Социалистического Труда, прибывшие в Ивановскую область на постоянное проживание из других регионов
| № | Фамилия, имя, отчество          | Даты жизни              | Деятельность | Дата присвоения | Отрасль  | Место проживания | ГС       |
| - | ------------------------------- | ----------------------- | --- | --------------- | -------- | ---------------- | -------- |
| 1 | Полстяной Александр Петрович    | 05.10.1937 — 07.02.2002 | Механизатор совхоза «Калачёвский» Есильского района Тургайской области                                                       | 08.04.1971      | сельхоз  | Пучежский район  | [ ГС 1 ] |
| 2 | Смоленцев Михаил Константинович | 27.10.1934 — 06.10.2021 | Проходчик горных выработок шахты № 4 комбината «Сахалинуголь» Министерства угольной промышленности СССР, Сахалинская область | 30.03.1971      | углепром | Кинешма          | [ ГС 2 ] |